# 川村克己
川村 克己（かわむら かつみ、1922年3月13日- 2007年6月14日）は、日本のフランス文学者。立教大学名誉教授。

## 人物・経歴
東京生まれ。1934年（昭和9年）、津久戸小学校を卒業。
1945年（昭和20年）東京帝国大学文学部仏文科卒業後、助手を経て、立教大学文学部助教授、教授、1988年（昭和63年）定年、名誉教授。
立教大学退職後は、新潟産業大学副学長を務めた。
1989-93年日本フランス語フランス文学会会長を務めた。

## 著書
- 『ひとり歩きのフランス語』白水社 1963
- 『川村ふらんす語読本』駿河台出版社 1974
- 『ふらんす語参考書』駿河台出版社 1979
- 『川村ふらんす語作文』駿河台出版社 1984

### 共編著
- 『中級フランス文法』秋山晴夫、安井源治、島岡茂、河村正夫共著 第三書房 1961
- 『現代フランス語のできるまで フランス語小史』家島光一郎、田島宏共著 白水社 1962
- 『基本フランス単語集』谷長茂、長塚隆二共編　駿河台出版社 1966.10
- 『実用フランス語技能検定試験仏検合格のための傾向と対策3級』文部省認定 全訂　萩原茂久、鯨井佑士著 朝倉剛共監修 エディシヨン・フランセーズ 1996

### 翻訳
- アルベール・カミュ『ギロチン』杉捷夫共訳 紀伊國屋書店 1958
- ドニ・ド・ルージュモン『愛について エロスとアガペ』鈴木健郎共訳 岩波書店 1959 のち平凡社ライブラリー
- フイリップ・デュ・ピュイ・ド・クランシヤン『騎士道』新倉俊一共訳 白水社 文庫クセジュ　1963
- マルロー『王道』世界の文学 第41 中央公論社 1964
- 『地底の冒険　ヴェルヌ全集 第8』集英社 1968
- ピエレット・サルタン『クリスチーヌの愛』山本顕一共訳 主婦の友社 1971
- ガエタン・ピコン『アンドレ・マルロー論』1975 サンリオ選書
- ルナール『ニンジン』集英社 ジュニア版世界の文学　1975
- ジュリアン・グリーン「クリスティーヌ」『フランス短篇24』集英社 現代の世界文学　1975
- ジュリアン・グリーン『地を旅する者』キリスト教文学の世界 1 主婦の友社 1977
- ラ・ファイエット夫人『クレーヴの奥方』世界文学全集 9 集英社 1981

## 参考
- 「アンドレ・マルロー論」訳者紹介